# Nicrophorus heurni
Nicrophorus heurni es una especie de escarabajo enterrador del género Nicrophorus, categorizada en la tribu Nicrophorini, de la subfamilia Nicrophorinae. Fue descrita por Portevin en 1926.

## Distribución
Se distribuye por Oceanía: Papúa Nueva Guinea.